# Jugendhaus Neukirchen

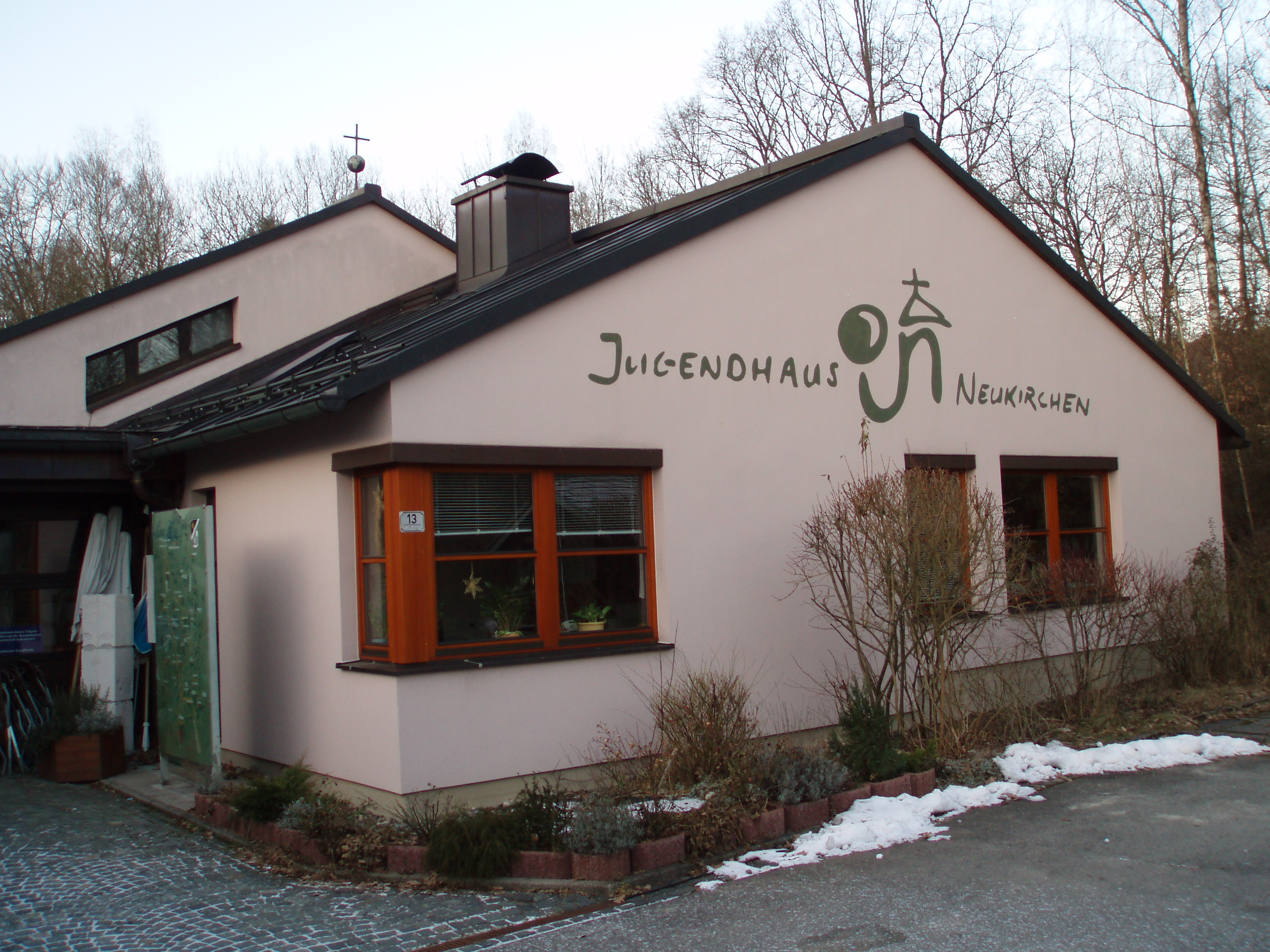
Jugendhaus Neukirchen (2009)

Das Jugendhaus Neukirchen der evangelisch-lutherischen Kirche ist eine der 13 Jugendbildungsstätten in Bayern in Neukirchen, einem Ortsteil der Gemeinde Lautertal, im Dekanat und Landkreis Coburg.

## Finanzierung
Die Betriebs- und Personalkosten werden durch Zuschüsse des bayerischen Jugendringes, der ev. luth. Kirche, des Evangelisch-Lutherischen Dekanats Coburg und der europäischen Union gedeckt. Dazu kommen noch selbst erwirtschaftete Gelder, wie zum Beispiel die Mieten, die von den Gruppen gezahlt werden, die im Jugendhaus übernachten.

## Zielsetzung
Die Hauptaufgaben der Einrichtung sind vor allem die Berufsorientierung, die in Schulen im Landkreis angeboten wird, Studienfahrten und Jugendbegegnungen.
Die Inschrift des Grundsteins steht als christlicher Leitsatz für das Haus:
Jesus Christus spricht: „Wo zwei oder drei versammelt sind in meinem Namen, da bin ich mitten unter ihnen.“

## Leitungsgremien und pädagogische Betreuung
Geleitet wird das Jugendhaus über ein Kuratorium und einen sozialpädagogischen Leiter. Das Kuratorium ist für die Konzeptionierung der Bildungsstätte hauptverantwortlich. Das Jugendbildungsprogramm wird von einem Bildungsausschuss aus Mitgliedern des Kuratoriums verabschiedet. Das Jugendhaus wird von insgesamt vier Sozialpädagogen betreut.

## Lage, Einrichtung und Geschichte
Das Jugendhaus liegt oberhalb der Ortschaft Neukirchen in der Gemeinde Lautertal im nördlichen Landkreis Coburg, unweit zur Landesgrenze nach Thüringen, idyllisch in der fränkisch-thüringischen Natur gelegen. Am 10. November 1974 war die Grundsteinlegung, am Reformationstag 1976 folgte die Einweihung und 1981 ein Erweiterungsbau. Das Jugendhaus Neukirchen macht es sich zur Aufgabe, Kinder, Jugendliche und junge Erwachsene aller Gesellschafts- und Bildungsschichten zum gemeinsamen „Leben und Lernen“ einzuladen. Sie ist für Rollstuhlfahrer barrierenfrei zu befahren. Einer Initiative des Gesundheitsamtes Coburg ist es zu verdanken, dass im Jahre 1997 zusammen mit dem Jugendhaus Neukirchen der Startschuss für ein Sinnesfeld gegeben werden konnte.
Der Erlebnis- und Klettergarten am JHN (Ropes-Course-Anlage) und die Naturnähe ermöglicht in unmittelbarer Nähe der Einrichtung auch Erfahrungen der Erlebnispädagogik und Umweltpädagogik zu machen. Das Jugendhaus ist mit einer Photovoltaikanlage und einer Solarbrauchwasseranlage ausgerüstet.
Seit Jahrzehnten bietet es einer Klientel aus ganz Europa und darüber hinaus Herberge.
Am 1. Januar 2020 übernahm die Evangelisch-Lutherische Kirche in Bayern die Trägerschaft. Von November 2020 bis Juni 2023 folgte ein Umbau und eine Sanierung der Jugendbildungsstätte.